# Arvicanthis rufinus
Arvicanthis rufinus és una espècie de mamífer rosegador de la família dels múrids. Viu a Benín, el Camerun, Ghana i la República Centreafricana. El seu hàbitat natural són les sabanes humides. És una espècie en risc mínim, és a dir, no sembla que hi hagi cap amenaça significativa per a la seva supervivència. El seu nom específic, rufinus, significa ‘rogenc’ en llatí.